# Ховард, Малкольм
Малкольм Ховард (англ. Malcolm Howard; род. 7 февраля 1983, Виктория) — канадский гребец, выступавший за сборную Канады по академической гребле в период 1999—2012 годов. Чемпион летних Олимпийских игр в Пекине, серебряный призёр Олимпийских игр в Лондоне, чемпион мира, победитель этапов Кубка мира, победитель и призёр многих регат национального и международного значения.

## Биография
Малкольм Ховард родился 7 февраля 1983 года в городе Виктория провинции Британская Колумбия.
Заниматься академической греблей начал в возрасте 12 или 13 лет в 1997 году, проходил подготовку в местном клубе в Виктории, где был подопечным известного гребца Адама Парфитта, участника Олимпиады 1996 года в Атланте. Позже тренировался в школе-интернате Brentwood College и состоял в гребной команде «Гарвард Кримсон» во время учёбы в Гарвардском университете, неоднократно принимал участие в различных студенческих регатах.
Впервые заявил о себе в гребле на международном уровне в сезоне 1999 года, когда вошёл в состав канадской национальной сборной и выступил в парных четвёрках на чемпионате мира среди юниоров в Пловдиве. Год спустя стартовал в восьмёрках на юниорском мировом первенстве в Загребе. Ещё через год на аналогичных соревнованиях в Дуйсбурге стал бронзовым призёром в распашных четвёрках без рулевого.
В 2003 году в восьмёрках одержал победу на молодёжной регате в Белграде.
Первого серьёзного успеха на взрослом уровне добился в сезоне 2004 года, когда побывал на чемпионате мира в Баньолесе и привёз оттуда награду серебряного достоинства, выигранную в рулевых четвёрках.
В 2005 году в безрульных двойках финишировал четвёртым на мировом первенстве в Гифу.
В 2006 году в той же дисциплине выиграл серебряную медаль на этапе Кубка мира в Мюнхене, тогда как на чемпионате мира в Итоне взял бронзу.
В 2007 году в восьмёрках был лучшим на этапах Кубка мира в Линце и Люцерне, а также победил на мировом первенстве в Мюнхене.
Выиграв этап Кубка мира 2008 года в Люцерне, благополучно прошёл отбор на летние Олимпийские игры в Пекине. В программе восьмёрок обошёл всех своих соперников в финале, в том числе более чем на секунду опередил ближайших преследователей из Великобритании, и тем самым завоевал золотую олимпийскую медаль. За это выдающееся достижение впоследствии все члены этого экипажа были введены в Канадский зал славы спорта.
После пекинской Олимпиады Ховард остался в составе гребной команды Канады на ещё один олимпийский цикл и продолжил принимать участие в крупнейших международных регатах. Так, в 2009 году в восьмёрках он выиграл серебряные медали на этапе Кубка мира в Люцерне и на мировом первенстве в Познани.
В 2010 году попробовал себя в парных одиночках, но каких-то значительных успехов в этой дисциплине не добился, в частности на чемпионате мира в Карапиро сумел квалифицироваться лишь в утешительный финал С и расположился в итоговом протоколе соревнований на 17 строке.
Вернувшись в 2011 году в восьмёрки, получил бронзу на мировом первенстве в Бледе.
Благодаря череде удачных выступлений удостоился права защищать честь страны на Олимпийских играх 2012 года в Лондоне. На сей раз программе восьмёрок финишировал в решающем заезде вторым позади экипажа из Германии и таким образом добавил в послужной список серебряную олимпийскую награду.
По окончании лондонской Олимпиады завершил спортивную карьеру и продолжил учиться по медицинской специальности. Получил степень магистра в области исследовательской деятельности по клинической медицине в Оксфордском университете. В Оксфорде вновь проявил себя на гребном поприще, в 2013 году в качестве загребного университетской восьмёрки победил в традиционной регате «Оксфорд — Кембридж», а в 2014 году был избран на пост президента Лодочного клуба Оксфордского университета. Позже, вернувшись на родину, учился в медицинской школе Университета Британской Колумбии, занимался исследованиями в области генетики.